# 莱昂纳多·杜特拉
莱昂纳多·杜特拉·费雷拉（葡萄牙語：Leonardo Dutra Ferreira，1996年3月29日—）生于阿纳波利斯，是一名巴西男子手球运动员，场上位置是内锋。他的母亲Kenia曾从事手球运动，他小时候也时常被母亲带到赛场上看手球比赛，受母亲影响，他在八岁时开始练习手球运动。最初他在Colégio Estadual José Ludovico练习手球，后来他进入Handesfa俱乐部练习。截至25岁时，他已经代表国家队参加10场比赛，共计进球17次。